# Epilobium macropus
Epilobium macropus är en dunörtsväxtart som beskrevs av William Jackson Hooker. Epilobium macropus ingår i släktet dunörter, och familjen dunörtsväxter. Inga underarter finns listade i Catalogue of Life.